# إميليو بوسي
إميليو بوسي هو صحفي ومحامي وسياسي سويسري، ولد في 31 ديسمبر 1870 في Bruzella ‏ في سويسرا، وتوفي في 27 نوفمبر 1920 في لوغانو في سويسرا. نشط حزبياً في الحزب الديمقراطي الحر. وقد انتخب عضو مجلس الولايات السويسري ‏ وانتخب عضو المجلس الوطني السويسري ‏ وانتخب رئيس تحرير.